# Toyota-Krieg
Mit Toyota-Krieg (arabisch حرب التويوتا Ḥarb al-Tūyūtā, französisch Guerre des Toyota) wird der 1987 im Norden des Tschad an der tschadisch-libyschen Grenze ausgefochtene Krieg – insbesondere um den Aouzou-Streifen – bezeichnet. Er bildete die letzte Phase des tschadisch-libyschen Grenzkonflikts. Seinen Namen erhielt er von den Toyota-Pickups (vor allem Toyota Hilux und Toyota Land Cruiser), die den tschadischen Truppen im Kampf gegen die Libyer einen nennenswerten Mobilitätsvorteil verschafften. Der Krieg von 1987 endete mit einer schweren Niederlage für Libyen, das amerikanischen Quellen zufolge ein Zehntel seiner Armee verlor, wobei 7.500 Männer getötet und militärische Ausrüstung im Wert von 1,5 Milliarden US-Dollar zerstört oder erbeutet wurde. Die tschadischen Streitkräfte hatten nur 1.000 Tote zu beklagen.
Die Grundlage für den Konflikt bildete die libysche Besetzung insbesondere des Aouzou-Streifens im nördlichen Tschad im Jahr 1983, als Libyens Staatschef Muammar Gaddafi – der sich weigerte, die Legitimität des tschadischen Präsidenten Hissène Habré anzuerkennen – die oppositionelle Übergangsregierung der Nationalen Einheit (GUNT), die versuchte Habré zu stürzen, militärisch unterstützte. Durch das Eingreifen Frankreichs, das zunächst mit der Operation Manta und später mit der Operation Epervier die libysche Expansion auf den Bereich nördlich des 16. Breitengrades – im trockensten und am dünnsten besiedelten Teil des Tschad – beschränkte, wurde der Plan Libyens vereitelt, eine neue Regierung im Tschad einzusetzen.
1986 rebellierte die GUNT gegen Gaddafi und entzog Libyen damit die wichtigste Legitimation für seine militärische Präsenz im Tschad. Habré sah eine Gelegenheit, den Tschad hinter sich zu vereinen, und befahl seinen Truppen, den 16. Breitengrad zu überschreiten, um sich im Dezember mit den GUNT-Rebellen – die in der Provinz Tibesti gegen die Libyer kämpften – zu vereinigen. Einige Wochen später schlug eine größere Truppe in Fada zu und zerstörte die dortige libysche Garnison. Durch Kombination von Guerillamethoden und konventioneller Kriegsführung in einer gemeinsamen Strategie gelang es Habré innerhalb von drei Monaten, fast den gesamten Norden des Tschad zurückzuerobern. In den folgenden Monaten fügte er den Libyern weitere schwere Niederlagen zu, bis im September ein Waffenstillstand zur Beendigung des Konflikts unterzeichnet wurde. Der Waffenstillstand ließ die Zugehörigkeit des umstrittenen Aouzou-Streifens offen, der schließlich 1994 vom Internationalen Gerichtshof dem Tschad zugesprochen wurde.

## Hintergrund
Seit 1983 war der Tschad de facto geteilt, wobei die nördliche Hälfte von der Rebellen-Übergangsregierung GUNT unter der Führung von Goukouni Oueddei kontrolliert und vor Ort von libyschen Kräften unterstützt wurde, während der Süden von der vom Westen unterstützten tschadischen Regierung unter Hissène Habré gehalten wurde. Diese Teilung des 16. Breitengrades (die so genannte Rote Linie) in libysche und französische Einflusszonen wurde 1984 von Frankreich informell anerkannt, nachdem Frankreich und Libyen vereinbart hatten, ihre Truppen aus dem Tschad abzuziehen. Diese Vereinbarung wurde von Libyen nicht eingehalten, das mindestens 3 000 Mann im Norden des Tschad verblieben ließ.
In der Zeit zwischen 1984 und 1986, in der es zu keinen größeren militärischen Auseinandersetzungen kam, konnte Habré seine Position dank der westlichen Unterstützung und der Nichteinhaltung des französisch-libyschen Abkommens von 1984 durch Libyen erheblich stärken. Ab 1984 kam es auch innerhalb der GUNT zu zunehmenden Spannungen zwischen den Fraktionen, wobei der Kampf zwischen Goukouni und Acheikh ibn Oumar um die Führung der Organisation im Mittelpunkt stand. Habré nutzte die Schwierigkeiten der GUNT und schloss eine Reihe von Abkommen mit kleineren Rebellengruppen, so dass die GUNT Anfang 1986 nur noch aus drei der elf ursprünglichen Fraktionen bestand, die 1979 das Abkommen von Lagos unterzeichnet hatten. Bei den verbleibenden Fraktionen handelte es sich um die bewaffneten Volkskräfte (FAP) von Goukouni, den bewaffneten Zweig des Demokratischen Revolutionsrates (CDR) von Acheikh und dem Teil der tschadischen Streitkräfte (FAT), der Wadel Abdelkader Kamougué die Treue gehalten hatte.

## Kräfte vor Ort

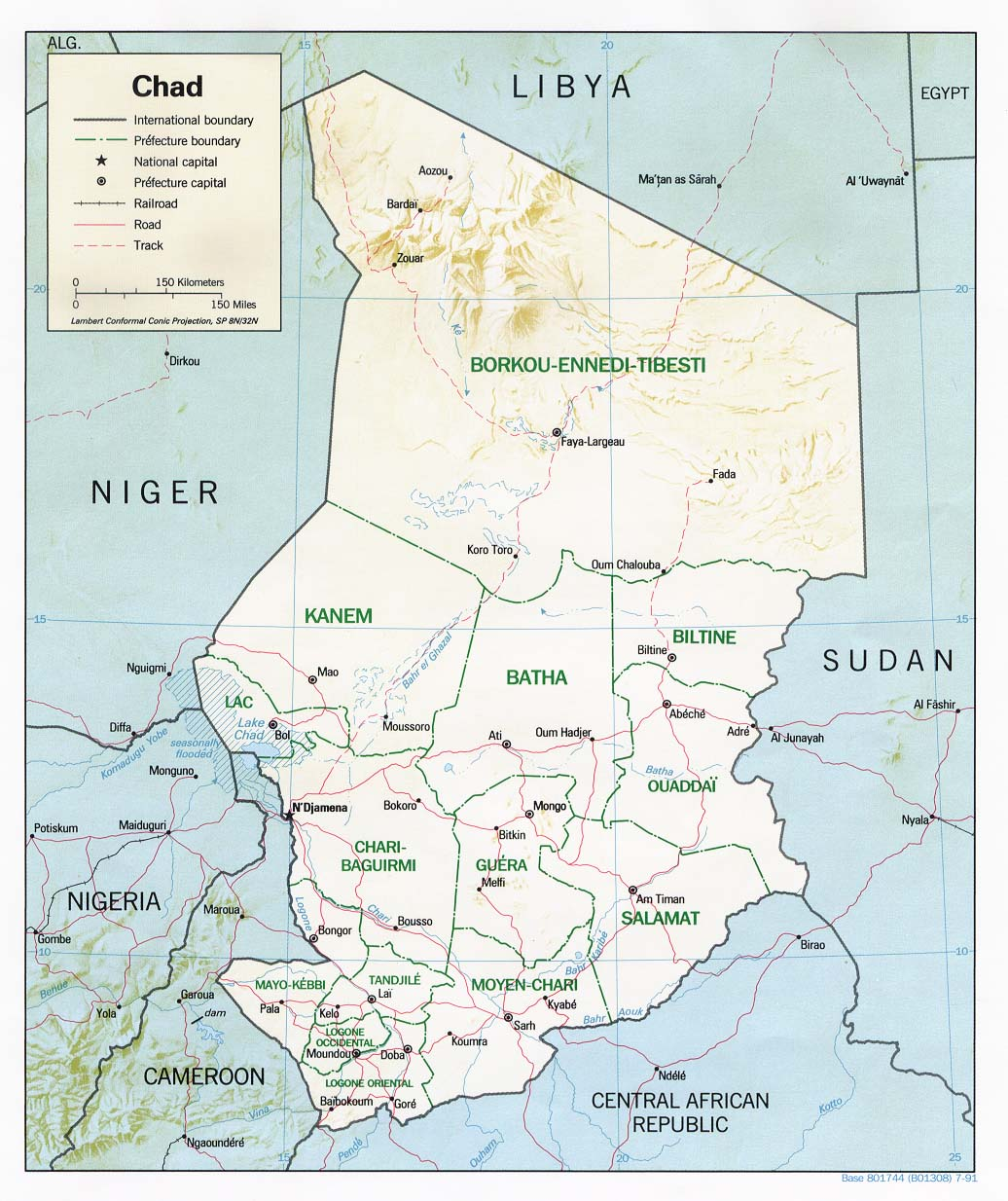
Eine Karte des Tschad mit der Präfektur Borkou-Ennedi-Tibesti, in der der Krieg stattfand

Anfang 1987, dem letzten Jahr des Krieges, war die libysche Expeditionsstreitmacht immer noch beeindruckend: 8.000 Soldaten, 300 Panzer, Mehrfachraketenwerfer (Raketenartillerie) und reguläre Artilleriegeschütze, Mi-24-Hubschrauber und sechzig Kampfflugzeuge. Diese Streitkräfte hatten kein einheitliches Kommando, sondern waren in eine Operative Gruppe Süd, die mit 2.500 Mann in der Tibesti aktiv war, und eine Operative Gruppe Ost, deren Zentrum in Faya-Largeau lag, unterteilt.
Die libysche Militärdisposition im Tschad war zwar beeindruckend, wies aber gravierende Schwächen auf. Die Libyer waren auf einen Krieg vorbereitet, in dem sie ihre tschadischen Verbündeten am Boden und aus der Luft unterstützen sollten, die dann als Sturmtruppen fungieren und für die Aufklärung sorgen sollten. Bis 1987 hatte Muammar Gaddafi jedoch seine Verbündeten verloren, was die unzureichenden Kenntnisse Libyens über das Gebiet offenlegte. Die libyschen Garnisonen glichen nun isolierten und verwundbaren Inseln in der tschadischen Sahara. Bezeichnend waren auch die niedrige Moral der Truppen, die in einem fremden Land kämpften, und die strukturelle Desorganisation des libyschen Militärs, die zum Teil auf Muammar Gaddafis Angst vor einem Militärputsch gegen ihn zurückzuführen war. Diese Furcht veranlasste ihn, die Professionalisierung der Streitkräfte zu vermeiden.
Die Libyer hatten es auch mit den stark verstärkten Nationalen Streitkräften des Tschad (FANT) zu tun, die sich aus 10.000 motivierten Soldaten zusammensetzten und von erfahrenen und fähigen Kommandeuren wie Idriss Déby, Hassan Djamous und Staatschef Hissène Habré selbst geführt wurden. Während die FANT zuvor über keine Luftstreitkräfte, eine begrenzte Mobilität und nur wenige Panzer- und Flugabwehrwaffen verfügte, konnte sie 1987 auf die französische Luftwaffe zählen, die die libyschen Flugzeuge am Boden hielt und vor allem 400 neue Toyota-Pickups zur Verfügung stellte, die mit MILAN-Panzerabwehrlenkraketen ausgestattet waren. Diese Fahrzeuge gaben der letzten Phase des tschadisch-libyschen Konflikts den Namen „Toyota-Krieg“.

## Vertreibung der Libyer

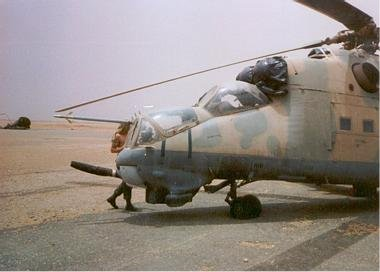
Eine libysche Mil Mi-24, die von tschadischen Streitkräften in Ouadi Doum erbeutet wurde

Habré wählte als erstes Ziel für seine Rückeroberung des nördlichen Tschad die gut befestigte libysche Kommunikationsbasis Fada. Sie wurde von 2.000 Libyern und einem Großteil der Milizen des Demokratischen Revolutionsrats (CDR), Gaddafis engsten tschadischen Verbündeten, verteidigt und war mit Panzern und Artillerie gut ausgerüstet. Hassan Djamous, der dreißigjährige Oberbefehlshaber der FANT, stellte etwa 4.000–5.000 Mann gegen die libysche Garnison von Fada auf. Djamous nutzte die überlegene Geländekenntnis seiner Armee, zu der offenbar auch unbekannte Zugänge zum Stützpunkt gehörten, und vermied einen Frontalangriff. Er nutzte die hohe Mobilität seiner Truppen, um die libyschen Stellungen zu umzingeln und dann seine Truppen zu entfesseln, die die verteidigende Garnison zerstörten. Bei der Schlacht wurden 784 Libyer getötet und 100 Panzer zerstört, während nur 50 FANT-Soldaten starben.
Die unerwartete Niederlage verblüffte Gaddafi, der daraufhin am 4. Januar reagierte, indem er alle Reservisten der Armee zum Dienst zurückrief. In einem Akt des Trotzes gegenüber Frankreich ordnete er außerdem die Bombardierung von Arada, weit südlich des 16. Breitengrades, an. Frankreich schlug mit einem neuen Luftangriff auf Ouadi Doum zurück und zerstörte das dortige libysche Radarsystem, wodurch die libysche Luftwaffe im Tschad für mehrere Monate lahmgelegt wurde. Gaddafi versuchte, die Bedrohung durch die FANT einzudämmen, indem er mehrere neue Bataillone in den Tschad verlegte (insbesondere nach Faya-Largeau und Ouadi Doum), darunter auch Einheiten der Revolutionsgarde, einer Eliteeinheit. Dadurch erhöhte sich die Zahl der libyschen Streitkräfte im Land bis März auf insgesamt 11.000.
Im März 1987 wurde der wichtigste libysche Luftwaffenstützpunkt Ouadi Doum von tschadischen Truppen eingenommen. Obwohl die libysche Basis durch Minenfelder, 5.000 Soldaten, Panzer, gepanzerte Fahrzeuge und Flugzeuge stark verteidigt wurde, unterlag sie einer kleineren tschadischen Angriffstruppe unter der Führung von Djamous, die mit Pick-ups mit Maschinengewehren und Panzerabwehrwaffen ausgerüstet war. Beobachter schätzten, dass bei den tschadischen Siegen in den ersten drei Monaten des Jahres 1987 mehr als 3.000 libysche Soldaten getötet wurden, gefangen genommen wurden oder desertierten. Eine große Anzahl von Panzern, gepanzerten Mannschaftstransportwagen, Artillerie, Starrflüglern und Hubschraubern wurde erbeutet oder zerstört. In einigen Fällen schickte Libyen seine eigenen Flugzeuge, um verlassene libysche Ausrüstung zu bombardieren, damit die Tschader sie nicht benutzen konnten. Es wurde berichtet, dass in vielen Fällen libysche Soldaten auf der Flucht vor den Kämpfen getötet wurden. In Ouadi Doum hatten libysche Soldaten, die in Panik durch ihre eigenen Minenfelder rannten, hohe Verluste erlitten.
Der Fall von Ouadi Doum war ein schwerer Rückschlag für Libyen. Die libyschen Streitkräfte, die von den meisten ihrer tschadischen Verbündeten im Stich gelassen wurden, fanden sich auf fremdem Territorium isoliert vor, und der Verlust des wichtigsten libyschen Luftwaffenstützpunkts im Tschad hinderte Libyen daran, seine Truppen aus der Luft zu schützen. Generell hatte die Offensive gegen FANT die Verwundbarkeit der schweren libyschen Panzer gegenüber einem mobileren Gegner offenbart. Auf Befehl Gaddafis wurde ein allgemeiner Rückzug aus der Präfektur Borkou-Ennedi-Tibesti eingeleitet, beginnend mit Faya-Largeau. Die Stadt hatte in den vergangenen vier Jahren als wichtigster libyscher Stützpunkt gedient, drohte aber umzingelt zu werden. Die 3.000 Mann starke Garnison zog sich zusammen mit den Überlebenden von Ouadi Doum in Richtung des libyschen Stützpunkts in Maatan-as-Sarra nördlich der tschadischen Grenze zurück. Um den Schaden für sein internationales Ansehen zu verringern, verkündete Gaddafi, dass Libyen die Konfrontation gewonnen habe und nun den Tschad verlasse, damit die Opposition ihren Teil zum Kampf gegen Habré beitragen könne.
Diese Militäraktionen gaben Habré die Kontrolle über den Tschad und die Möglichkeit, mit der Vertreibung Libyens aus dem Aouzou-Streifen zu drohen, beeinträchtigten die internationale Wahrnehmung Libyens als bedeutende regionale Militärmacht und ließen erneut Zweifel an der Kompetenz und Entschlossenheit der libyschen Soldaten aufkommen, insbesondere bei Einsätzen jenseits der Landesgrenzen, denen sie sich offensichtlich nicht persönlich verpflichtet fühlten.
Der Toyota-Krieg erregte großes Interesse in den Vereinigten Staaten, wo die Möglichkeit, Habré zum Sturz Gaddafis einzusetzen, ernsthaft in Erwägung gezogen wurde. Als Teil der Unterstützung der Reagan-Regierung für seine Regierung erhielt Habré während eines Besuchs in Washington Hilfen im Wert von 32 Millionen US-Dollar, einschließlich Stinger-Flugabwehrraketen.

## Erneute tschadische Offensive

Der Aouzou-Streifen, rot hervorgehoben

Im August 1987 setzten die ermutigten Tschader ihre Offensive in den umstrittenen Aouzou-Streifen fort und besetzten die Stadt Aouzou nach einer weiteren Schlacht, in der die Libyer schwere Verluste an Truppen und aufgegebener Ausrüstung hinnehmen mussten. Als Vergeltung verstärkte Libyen seine Luftangriffe auf die Städte im Norden, meist aus Höhen, die außerhalb der Reichweite der Raketen der FANT lagen. Appelle Habrés an die französische Luftwaffe, das Gebiet gegen die Bombardierung zu verteidigen, wurden abgelehnt, da Aouzou gegen den Willen des französischen Präsidenten François Mitterrand zurückerobert worden war. Stattdessen forderte Mitterrand eine internationale Vermittlung, um die konkurrierenden Ansprüche auf das umstrittene Gebiet zu regeln.
Nach einer Reihe von Gegenangriffen vertrieben die Libyer schließlich Ende August die 400 tschadischen Soldaten aus der Stadt Aouzou. Dieser Sieg – der erste der libyschen Bodentruppen seit Beginn des Toyota-Krieges – wurde offenbar durch Luftangriffe aus nächster Nähe erzielt, denen Bodentruppen folgten, die mit Jeeps, Toyota-Geländewagen und leichten gepanzerten Fahrzeugen querfeldein vorrückten. Für die Libyer, die sich zuvor auf schwerfällige Kettenpanzer verlassen hatten, bedeutete der Angriff eine Umstellung auf die von FANT entwickelte Wüstenkriegstaktik. Gaddafi flog ausländische Journalisten in die Region, damit diese von seinem Sieg berichten.
Habré reagierte schnell auf diesen Rückschlag und auf die fortgesetzten Bombardierungen von FANT-Konzentrationen im Norden des Tschad. Am 5. September 1987 führte er einen Überraschungsangriff auf den wichtigen libyschen Luftwaffenstützpunkt in Maaten al-Sarra durch. Dabei wurden Berichten zufolge 1.000 Libyer getötet, 300 gefangen genommen und Hunderte von ihnen zur Flucht in die umliegende Wüste gezwungen. Der Tschad behauptete, seine Truppen hätten etwa 32 Flugzeuge zerstört.
Der Angriff war von Frankreich abgelehnt worden, das sich weigerte, der FANT nachrichtendienstliche und logistische Unterstützung zu gewähren, wodurch die FANT erhebliche Verluste erlitt. Der französische Verteidigungsminister André Giraud ließ verlauten, dass „Frankreich in keiner Weise“ in den Angriff verwickelt war und „nicht darüber informiert wurde“. Die Reaktion der Amerikaner, die zuvor den Versuch der Rückeroberung des Aouzou-Streifens unterstützt hatten, war deutlich anders: Sie begrüßten nun den tschadischen Angriff.

## Waffenstillstand
Aufgrund des innenpolitischen Widerstands, der internen Demoralisierung und des internationalen Drucks nahm Gaddafi nach seiner Niederlage eine versöhnlichere Haltung ein. Auf der anderen Seite sah sich auch Habré verwundbar, da die Franzosen befürchteten, dass der Angriff auf Maatan as-Sarrah nur die erste Phase einer allgemeinen Offensive in Libyen selbst war, eine Möglichkeit, die Frankreich nicht tolerieren wollte. Daher zwang Mitterrand Habré, die Vermittlungsbemühungen des Vorsitzenden der Organisation für Afrikanische Einheit, Kenneth Kaunda aus Sambia, zu akzeptieren, die am 11. September zu einem Waffenstillstand führten.
Man ging davon aus, dass der Krieg früher oder später wieder aufflammen würde, aber letztlich waren die Verletzungen des Waffenstillstands relativ selten. Gaddafi kündigte im Mai 1988 an, dass er Habré als Präsident des Tschad „als Geschenk an Afrika“ anerkennen würde, obwohl Libyen sich weigerte, den umstrittenen Aouzou-Streifen zu verlassen. Am 3. Oktober nahmen die beiden Länder ihre diplomatischen Beziehungen wieder auf, und ein weiterer wichtiger Schritt wurde getan, als die beiden Länder im September 1990 vereinbarten, den Internationalen Gerichtshof mit dem Streit zu befassen. Am 3. Februar 1994 entschied der Gerichtshof zugunsten des Tschad und beendete damit endgültig die Kontroverse um den Aouzou-Streifen, indem er das Gebiet dem Tschad zusprach. Unter der Aufsicht internationaler Beobachter begann der Rückzug der libyschen Truppen aus dem Streifen am 15. April und war am 10. Mai abgeschlossen. Die formelle und endgültige Übergabe des Aouzou-Streifens von Libyen an den Tschad erfolgte am 30. Mai, als beide Seiten eine gemeinsame Erklärung unterzeichneten, in der der libysche Rückzug bestätigt wurde.